# Incapacitat permanent
La incapacitat permanent és la pèrdua permanent, parcial o total de la capacitat per treballar d'una persona després d'una malaltia o un accident. En cas d'incapacitat permanent, versaria possiblement en una pensió vitalícia i/o una liquidació en efectiu, basada en el tipus de discapacitat (permanent). Per al càlcul d'incapacitat permanent després de la consolidació, la persona és convocada pel control mèdic del seu fons d'assegurança de salut, per a ser examinat per un metge. Això proporcionaria el mesurament d'un grau d'incapacitat permanent.